# TON 618
TON 618 ist ein ferner, lichtstarker Quasar im Sternbild der Jagdhunde. Er enthält ein supermassereiches Schwarzes Loch, das zum Zeitpunkt seiner Entdeckung das massereichste bekannte Exemplar war.

## Geschichte
Zum ersten Mal wurde TON 618 in einer Untersuchung von blassen blauen Sternen (hauptsächlich Weißen Zwergen) im Jahre 1957 erwähnt. Damals war die Natur solcher Objekte unbekannt, da die Kategorie der Quasare erst 1963 anerkannt wurde. Auf Fotografien, aufgenommen  vom 0,7-m-Schmidt-Teleskops im Tonantzintla-Observatorium in Mexiko, erschien er „zweifellos violett“ und wurde als Nummer 618 in den Tonantzintla-Katalog aufgenommen.
1970 wurde bei einer Radiowellen-Untersuchung in Bologna festgestellt, dass TON 618 Radiowellen aussendet, worauf er als Quasar eingestuft wurde. Marie-Helene Ulrich hat danach das optische Spektrum von TON 618 am McDonald-Observatorium untersucht und für einen Quasar charakteristische Emissionslinien gefunden. Aus der Rotverschiebung leitete Ulrich eine so hohe Entfernung von TON 618 ab, dass er einer der leuchtstärksten bekannten Quasare sein muss.

## Supermassereiches Schwarzes Loch
Heute wird davon ausgegangen, dass es sich bei TON 618 um eine Akkretionsscheibe heißer Gase um ein supermassereiches Schwarzes Loch (SMBH) im Zentrum einer Galaxie handelt. Das Licht des Quasars wird auf ein Alter von 10,4 Milliarden Jahren geschätzt. Die dazugehörige Galaxie ist von der Erde aus nicht beobachtbar, weil der Quasar sie überstrahlt. Dessen absolute Helligkeit von −30,7 mag entspricht einer Leuchtkraft von 4 · 1040 Watt oder dem 140-Billionenfachen der Sonnenleuchtkraft, was ihn zu einem der leuchtstärksten Objekte im beobachtbaren Universum macht.
Wie andere Quasare zeigt auch TON 618 ein Spektrum mit Emissionslinien kühlerer Gase weiter außerhalb der Akkretionsscheibe in der „Broad line region (BLR)“. Die ungewöhnlich breiten Emissionslinien im Spektrum von TON 618 lassen auf eine sehr hohe Geschwindigkeit des Gases schließen – die Wasserstoff-Betalinie spricht für eine Fortbewegung mit ungefähr 7000 km/s, was nur durch eine exorbitante Gravitation des zentralen Schwarzen Loches erklärbar ist.
Die Größe der BLR kann mit der Helligkeit der aufleuchtenden Quasarstrahlung berechnet werden. In Anbetracht der Größe dieser Region und der Orbitalgeschwindigkeit ergibt sich anhand des Gravitationsgesetzes eine Masse des Schwarzen Lochs in TON 618 von ungefähr 66 Milliarden Sonnenmassen, womit TON 618 zeitweise an der Spitze der ultramassereichen Schwarzen Löcher stand. Ein Schwarzes Loch dieser Masse hat rechnerisch einen Schwarzschildradius von 1300 AE, das ist das 40-Fache der Umlaufbahn des Neptun.
Eine neue Messung aus dem Jahre 2019, die eine alternative Spektrallinie zur Wasserstoff-Betalinie verwendet, ergab eine geringere relative Geschwindigkeit des Gases von 2761 ± 423 km/s. Daraus leitet sich eine, im Vergleich zur vorherigen Schätzung, geringere Masse des Schwarzen Lochs von etwa 40 Milliarden Sonnenmassen ab.